# Mariano Sanz
Mariano Sanz Novillo (Benidorm, Alicante, España, 11 de noviembre de 1989), conocido como Mariano, es un futbolista español. Juega como delantero y su actual equipo es el Club de Fútbol La Nucía, actualmente en la Segunda División B de España.

## Trayectoria
Se formó en el equipo alicantino del Club Deportivo El Campello, tras jugar en el Benidorm Club de Fútbol y el Club Atlético Osasuna "B", firmó por el Real Racing Club "B". Tras cuajar una gran temporada el filial cántabro, obtuvo ficha con el primer equipo de cara a la temporada 2013/2014. En dicha temporada disputó 26 partidos,10  de ellos fueron completos. Fue 4 veces sustituido y 12 veces sustituto. Totalizó un total de 1395 minutos en los que marcó 4 goles, 2 goles pie/cuerpo y 2 de cabeza. En la temporada 2014/2015 se mantendría en el Racing de Santander, ya disputando la segunda división. Llegados hasta la jornada 32,Mariano ha disputado 23 partidos,en 7 de ellos disputó los 90 minutos. Haciendo un total de 1155 minutos y 6 goles(2 más que en la temporada pasada). Marcó 3 goles con el pie/cuerpo y otros 3 tantos de cabeza. En verano de 2015 ficha por el Hércules Club de Fútbol.
En agosto de 2016, el delantero proveniente del Hércules, se convierte en el octavo fichaje del Alcoyano. El futbolista de Benidorm sella el compromiso que le liga al club de El Collao hasta junio de 2017. El punta apenas rebasó los 800 minutos el curso anterior anotando 3 goles.
Jugador de La Nucia

## Clubes
| Club                              | País   | Año        |
| --------------------------------- | ------ | ---------- |
| Benidorm Club de Fútbol           | España | 2008-2010  |
| Club Atlético Osasuna "B"         | España | 2010-2012  |
| Real Racing Club de Santander "B" | España | 2012-2013  |
| Real Racing Club de Santander     | España | 2013-2015  |
| Hércules CF                       | España | 2015-2016  |
| CD Alcoyano                       | España | 2016--2019 |
| Club de Fútbol La Nucía           | España | 2019-      |